# أحمد الملط
الدكتور أحمد محمد الملط (1337 هـ - 1415 هـ / 1917 - 1995م)، نائب المرشد العام لجماعة الإخوان المسلمين الأسبق ورئيس البعثة الطبية للإخوان المسلمين في حرب فلسطين ومؤسس الجمعية الطبية الإسلامية.

## الميلاد والنشأة
ولد في ديسمبر سنة 1917م في بلدة القطاوية مركز أبو حماد بمحافظة الشرقية في مصر ، ونشأ وتربَّى في بيت يحب الإسلام بطبيعته، فكان كل أفراد العائلة يؤدون الصلوات ويُحيون شعائر الإسلام ، فنشأ محبًّا له وتخلَّق بأخلاق أبناء الريف ، وحفظ القرآن منذ الصغر فقد حفظ حتى سورة يوسف في بداية التحاقه بالمدرسة الأولية.
تُوفي والده وهو لا يزال صغيرًا؛ فاعتنى به أخوه الأكبر الشيخ حسن ، وحرص على إلحاقه بالتعليم والذي برز فيه تفوقه، والتحق بمراحل التعليم المختلفة، فقد التحق بالمدرسة الأولية، ثم المدرسة الثانوية والتي حصل على المركز السابع في الكفاءة، كما حصل على المركز الثاني عشر في البكالوريا على مستوى جمهورية مصر ، فدخل كلية الطب وحصل على بكالوريوس الجراحة سنة 1946م ، حتى إنه حصل على 2 دكتوراه رغم بقائه بالمعتقل سنوات ، كما حصل على زمالة الجرَّاحين الملكية ببريطانيا.

## التعليم
حصل على بكالوريوس الجراحة سنة 1946م، وكان رئيس البعثة الطبية للإخوان المسلمين في حرب فلسطين سنة 1948م، حصل على دبلوم الجراحة، كما حصل على زمالة الجراحين الملكية من بريطانيا